# CoJeCo.cz
CoJeCo.cz je česká internetová encyklopedie.
Projekt všeobecné internetové encyklopedie, poskytující zdarma informace ve formě textu, statického i pohyblivého obrazu, zvuku a internetových odkazů. Jako nejstarší česká všeobecná internetová encyklopedie (založena 14.3.2000) vznikla původně s otevřeným redakčním rozhraním pro širokou základnu přispěvatelů, později se její redakce stala přístupná výhradně honorovaným smluvním redaktorům.
Zakladatel encyklopedie je ing. Jaromír Kříž, encyklopedie patří v současnosti (2024) patří nakladatelské společnosti OPTIMUS s.r.o, jíž je J. Kříž podílníkem.